# Кубок Литви з футболу 1997—1998
Кубок Литви з футболу 1997—1998 — 9-й розіграш кубкового футбольного турніру в Литві. Титул вперше здобув Екранас.

## Календар
| Раунд       | Дата                        | Матчі | Клуби   |
| ----------- | --------------------------- | ----- | ------- |
| 1/16 фіналу | 25-28 липня/2-3 серпня 1997 | 32    | 32 → 16 |
| 1/8 фіналу  | 17/30 вересня 1997          | 16    | 16 → 8  |
| 1/4 фіналу  | 22 жовтня/4 листопада 1997  | 8     | 8 → 4   |
| 1/2 фіналу  | 14-15 квітня/6 травня 1998  | 4     | 4 → 2   |
| Фінал       | 31 травня 1998              | 1     | 2 → 1   |

## 1/8 фіналу
| Команда 1                      | Заг.    | Команда 2             | 1-й матч | 2-й матч |
| ------------------------------ | ------- | --------------------- | -------- | -------- |
| 17/30 вересня 1997             |         |                       |          |          |
| Атлетас (Каунас) (2)           | 2:4     | Андас-Жальгіріс-2 (2) | 1:3      | 1:1      |
| Інкарас                        | 1:2     | Екранас               | 0:1      | 1:1      |
| Судува (2)                     | 1:11    | Каунас                | 1:5      | 0:6      |
| Дайнава                        | 0:5     | Ранга-Політехніка     | 0:2      | 0:3      |
| Віенибе (Укмерге)              | 10:2    | Інтерас-АЕ            | 4:1      | 6:1      |
| Кауно Єгеряй (2)               | 0:14    | Кареда (Шяуляй)       | 0:6      | 0:8      |
| Атлантас                       | 2:3     | Жальгіріс (Вільнюс)   | 1:1      | 1:2      |
| Локомотивас-Вільбана (Вільнюс) | 3:3 (ч) | Панеріс               | 2:3      | 1:0      |

## 1/4 фіналу
| Команда 1                  | Заг.    | Команда 2           | 1-й матч | 2-й матч |
| -------------------------- | ------- | ------------------- | -------- | -------- |
| 22 жовтня/4 листопада 1997 |         |                     |          |          |
| Андас-Жальгіріс-2 (2)      | 3:4     | Ранга-Політехніка   | 3:1      | 0:3      |
| Віенибе (Укмерге)          | 0:9     | Екранас             | 0:6      | 0:3      |
| Каунас                     | 3:3 (ч) | Жальгіріс (Вільнюс) | 0:1      | 3:2      |
| Кареда (Шяуляй)            | 7:3     | Панеріс             | 4:2      | 3:1      |

## 1/2 фіналу
| Команда 1               | Заг. | Команда 2       | 1-й матч | 2-й матч |
| ----------------------- | ---- | --------------- | -------- | -------- |
| 14 квітня/6 травня 1998 |      |                 |          |          |
| Каунас                  | 5:2  | Кареда (Шяуляй) | 0:0      | 5:2      |
| 15 квітня/6 травня 1998 |      |                 |          |          |
| Ранга-Політехніка (-)   | 1:4  | Екранас         | 1:1      | 0:3      |

## Фінал
| 31 травня 1998 |

| Екранас          | 1:0      | Каунас |
| ---------------- | -------- | ------ |
| Гардзіяускас 60' | Протокол |        |

| Стадіон «Жальгіріс», Вільнюс Глядачів: 2 000 Арбітр: Анатоліюс Резеповас |